# ريم الميع
ريم الميع (1977-) صحفية كويتية، إشتهرت لكونها أول صحفية كويتية وعربية تمثل صحيفة تصدر في الدول العربية تزور معتقل جوانتانامو في كوبا لإجراء تحقيق صحفي ومقابلات، وذلك في أبريل 2002 ، بعد أن نجحت بإقناع القائمين على المعتقل بترتيب الزيارة.

## تفاصيل زيارة المعتقل
في معتقل جوانتانامو أجرت عدداً من المقابلات الخاصة مع المسؤولين هناك، إضافة إلى التقاط صور داخل تلك القاعدة، ولكن دون أن يتاح لها التقرب لأي من المعتقلين.
وفي أغسطس 2013، أصدرت عن دار مدارك للنشر كتابها الأول بعنوان «كويتية في غوانتانامو».
وقد تم تقدّيم الإصدار لنائب رئيس مجلس الوزراء وزير الخارجية السابق الشيخ الدكتور محمد صباح السالم الصباح مشيداً بتفوقها على العقبات من خلال مغامرتها المليئة بالمخاطر. واستدعت في كتابها الأول احمد الربعي ليكون أحد الرموز التي شهدت حالة السجون في العالم العربي مثلما ترنو لأن تنقل علاقتها بنيويورك إلى حالة غازي القصيبي مع لندن عندما تركها. وسبق لها أن غطت في نيويورك كل دورات الجمعية العامة للأمم المتحدة منذ العام 2002 حتى العام 2006 وأجرت لقاءات مع عدد من الزعماء والمسؤولين العرب والأجانب. وجمعت تفاصيل وأحداث تلك الفترة في كتابها «كويتية في نيويورك» الذي صدر في عام 2018.

## عملها الصحفي
وريم صحفية كويتية لها طريقتها في الكتابة وتناول الخبر الصحفي والتحقيق الميداني منذ بداياتها في تسعينيات القرن الماضي في صحف ومجلات كويتية، فهي تكتب بلغة عربية رشيقة وحس ساخر لا تكاد تبرع فيه الصحفيات مقارنة بزملائهن من الصحفيين  وكانت عضواً مؤسساً لتجمّع كويتيات القرن الحادي والعشرين منذ 1999 الذي كانت مساهمته واضحة في إقرار الحقوق السياسية للمرأة.

## أعمالها
كتبت وعملت في عدة مطبوعات خليجية، منها:
- 1996 جريدة آفاق الجامعية
- 1997 مجلة سمرة
- 1998 مجلة الحدث
- 1999 جريدة الراي الكويتية (حتى 2008)
- 2000 جريدة الوطن السعودية
- 2001 مجلة اليقظة
- 2013 جريدة الكويتية

### كتب
- كويتية في غوانتانامو، دار مدارك للنشر، 2013 (ردمك: 9789948496182)
- كويتية في نيويورك، ذات السلاسل، 2019